# Zoodes crassipes
Zoodes crassipes är en skalbaggsart som först beskrevs av Friedrich Otto Gustav Quedenfeldt 1888. Zoodes crassipes ingår i släktet Zoodes och familjen långhorningar. Inga underarter finns listade i Catalogue of Life.